# 約翰·里奇蒙德
約翰·里奇蒙德（John Richmond，1960年1月8日—）是一位英國時裝設計師，他在意大利設有同名的時裝品牌。

## 生平
約翰·里奇蒙德出生於曼彻斯特。但很早就搬到伦敦，于1982年在金士頓大學完成了学业。毕业后立刻创立了完全自主的品牌系列，并用自己的名字命名，因表现出众而成为了英国先锋派的主要代表人物。

### 早期職業生涯
約翰·里奇蒙德早于1984年开始关注向外部扩展的新可能性，其後於1995年与意大利企业家Saverio Moschillo重新取得了联系。两人通过专业的联系使彼此之间坚实的友谊得到了进一步巩固。依靠相互深深的尊重和信任，他们开始了非常密切的工作关系。Saverio Moschillo让約翰·里奇蒙德使用自己遍布全世界的带有陈列室的分销网络：米兰、倫敦、巴黎、杜塞尔多夫和纽约。Richmond 则回报以其品牌系列的努力、专注、创造力和杰出性。 服装出色的品质、Moschillo 陈列室分布广泛的分销网络，尤其股东间彼此的尊重和信任，令这一品牌取得了如今的成就。除了在歐美的發展，Richmond曾開拓亞洲市場，曾在香港尖沙咀海港城及銅鑼灣希慎道開設亞洲首間專門店。
2009年推出了女士和男士香水品牌：John Richmond Perfume 和 John Richmond Perfume For Men，2011年10月推出了品牌的第二款女士香水：Viva Rock。
另外，正在实现创建一个以RICHMOND为招牌的店面网络，专门销售Richmond X和Richmond Denim所有系列的男装和女装，进入包括意大利在内的全球主要市场，在独具特色的场所向人们呈现年轻系列的创造性世界。

### 設計靈感
除了对时尚的热情，約翰·里奇蒙德一直对摇滚乐情有独钟，并将这种激情倾注到创作之中，将其融入到精确的裁剪、“街头时尚”、不羁的款式和杰出的印花之中。約翰·里奇蒙德哲学的另一个根本的组成部分是“街头文化”，用下列这些口号标示：“Destroy, Disorientate, Disorder”、“Diamond Dog”、“Eat Cake”、“Wanna be your Dog”。正是因为与音乐世界的双重联系，約翰·里奇蒙德曾为Madonna、 Mick Jagger、Annie Lennox、David Bowie、George Michael、Kate Moss、Michael Jackson、Axl Rose、Bryan Adams、Britney Spears 和 Lady Gaga等巨星设计服装。

### 现在和将来
品牌分为两个系列： 主打系列“John Richmond”和二線系列“RICHMOND”既包括成衣，也有牛仔。产品的丰富多样性不断扩充：除了眼镜、内衣和泳装、青少年系列和鞋类，在2009年在化妆品领域推出了“John Richmond”和“John Richmond for Men”品牌的香水，随后很快又诞生了针对年轻人的“Viva Rock”香水。 John Richmond和RICHMOND系列完全在意大利制作，通过Moschillo高效的陈列室网络进行销售，店面位于意大利和国外最主要和最知名的商业街：米兰、拿波里、罗马、巴黎、纽约、北京和上海。

## 外部連結
- 約翰·里奇蒙德品牌官網（简体中文）